# Pécel (Ungheria)
Pécel è una città di 14.678 abitanti situata nella contea di Pest, nell'Ungheria settentrionale.

## Amministrazione

### Gemellaggi
- Mistelbach, Austria